# Juvigny-sous-Andaine
Juvigny-sous-Andaine è un comune francese di 1 100 abitanti situato nel dipartimento dell'Orne nella regione della Normandia.

## Società

### Evoluzione demografica
Abitanti censiti